# Oxicatalizador
O Oxicatalisador é um conjunto cilíndrico metálico que possui internamente um aglomerado de esferas cerâmicas, com metais nobres, responsáveis pela conversão química de gases poluentes emitidos por motores a combustão, em substâncias inofensivas ao meio ambiente.
Os gases de escape realizam um movimento turbulento, onde se chocam com moléculas catalisadoras, estas localizadas em um refil, onde ocorrem dois fenômenos: reação química e aderência de gases nocivos ao meio ambiente, este fenômeno também é conhecido como turbilhonamento por colisão de moléculas. A retenção de particulados ocorre através de filtragem.